# 今井喬裕
今井 喬裕（いまい たかひろ、1986年 - ）は、日本の現代美術家。男性。現在、白日会会員。

## 経歴[2]
- 1986年 - 群馬県に生まれる
- 2009年 - 多摩美術大学を卒業
- 2010年 - 第86回白日会展で「Merry rays」が白日賞を受賞[3]

## 主な展覧会

### 個展
- 2008年 - 「Gの迫撃」（ORIEギャラリー 東京）
- 2009年 - 「Radical Classic」（泰明画廊 東京）[4]
- 2010年 - 「Merry rays」（泰明画廊 東京）[5]
- 2012年 - 「MARGINAL BLACK」（泰明画廊 東京）[6]
- 2013年 - 「‐無幻変奏曲‐（‐variations infinity‐）」（アートフェア東京2013／泰明画廊 東京）[7][8]
- 2014年 - 「SOLITARY GIRL by IMAI」（Nikei FINE ART シンガポール）[9]
- 2014年 - 「‐elemental craft‐」（泰明画廊 東京）[10]
- 2016年 - 「今井喬裕展 LA ART SHOW 2016」（LA ART SHOW 2016／ロサンゼルス・コンベンション・センター カリフォルニア）[11]
- 2016年 - 「- Misty Mirror -」（泰明画廊 東京）[12]
- 2017年 - 「- Old habits -」（日本橋三越 東京）[13]
- 2018年 - 「- Novel habits -」（阪急うめだ本店 大阪）
- 2019年 - 「今井喬裕画集 Radical Classic 出版記念展」（泰明画廊 東京）[14]
- 2019年 - 「今井喬裕 洋画展」（福屋八丁堀本店 広島）[15]
- 2021年 - 「- Chronostasis -」（ジェイアール名古屋タカシマヤ 愛知）[16]
- 2022年 - 「今井喬裕展 - 状況の構図 -」（HOKUBU記念絵画館 北海道）[17]
- 2022年 - 「- Modern Almagest -」（札幌三越 北海道）[18]
- 2024年 - 「今井喬裕　Merry rays」（HOKUBU記念絵画館 北海道）[19]
- 2024年 - 「今井喬裕と浮世絵」（HOKUBU記念絵画館 北海道）[20]
- 2024年 - 「画集出版記念 今井喬裕展」（泰明画廊 東京）[21]

### グループ展
- 2010年 - 「第86回 白日会展」（国立新美術館 東京）
- 2011年 - 「第87回 白日会展」（国立新美術館 東京）[22]
- 2011年 - 「Young Art Taipei 2011」（Sunworld Dynasty Hotel TAIPEI 台北-台湾）[23]
- 2011年 - 「第1回 山の会 ‐中山アカデミー 新しき風‐」（山手画廊 愛知）[24]
- 2012年 - 「白日会精鋭選抜 第5回 白翔の会展」（松坂屋名古屋 愛知）
- 2012年 - 「第88回 白日会展」（国立新美術館 東京）[25]
- 2012年 - 「ART BEIJING 2012」（National Agricultural Exhibition Center Beijing 北京-中国）[26]
- 2012年 - 「第23回 明日の白日会展」（松屋銀座 東京）
- 2012年 - 「LIONCEAUX PLUS（リオンソープリュス）展 Vol.2 〜華咲け 現代洋画の俊英たち〜」（日本橋三越 東京）
- 2012年 - 「栄リアリズム・コンプレックス 2012「THE 7 SENSES ＋」－7つの感性－」（松坂屋名古屋 愛知）
- 2012年 - 「渋谷リアリズム・コンプレックス 『BOYS AND GIRLS＋』」（渋谷東急本店 東京）
- 2012年 - 「タロットカード原画展」（泰明画廊 東京）[27]
- 2013年 - 「第89回 白日会展」（国立新美術館 東京）[28]
- 2013年 - 「第2回 山の会 ‐中山アカデミー 新しき風‐」（山手画廊 愛知）[29]
- 2013年 - 「第24回 明日の白日会展」（日本橋高島屋 東京）
- 2013年 - 「LIONCEAUX PLUS（リオンソープリュス）展 Vol.3 〜華咲け 現代洋画の俊英たち〜」（日本橋三越 東京）
- 2013年 - 「栄リアリズム・コンプレックス「THE 7 SENSES 2＋」－7つの感性－」（松坂屋名古屋 愛知）[30]
- 2013年 - 「第7回 アヴニール展（新作洋画グループ展）」（春風洞画廊 東京）
- 2013年 - 「渋谷リアリズム・コンプレックス2013 『BOYS AND GIRLS＋』」（渋谷東急本店 東京）[31]
- 2013年 - 「現代の具象絵画展-それぞれの未来」（阪急うめだ本店 大阪）
- 2014年 - 「白日会 九十周年記念展」（国立新美術館 東京）[32]
- 2014年 - 「LIONCEAUX PLUS（リオンソープリュス）展 Vol.4 〜華咲け 現代洋画の俊英たち〜」（日本橋三越 東京）[33]
- 2014年 - 「第25回 明日の白日会展」（日本橋高島屋 東京）
- 2014年 - 「第8回 アヴニール展」（春風洞画廊 東京）
- 2014年 - 「渋谷リアリズム・コンプレックス2014 『BOYS AND GIRLS＋』」（渋谷東急本店 東京）[34]
- 2014年 - 「栄リアリズム・コンプレックス「THE 7 SENSES 3＋」－7つの感性－」（松坂屋名古屋 愛知）[35]
- 2014年 - 「第39回 白日会選抜展 英英紅綠」（日本橋三越 東京）[36]
- 2015年 - 「第91回 白日会展」（国立新美術館 東京）[37]
- 2015年 - 「山の会 ‐中山アカデミー 新しき風‐」（山手画廊 愛知）[38]
- 2015年 - 「LIONCEAUX PLUS（リオンソープリュス）展 Vol.5 〜華咲け 現代洋画の俊英たち〜」（日本橋三越 東京）
- 2015年 - 「第26回 明日の白日会展」（日本橋高島屋 東京）
- 2015年 - 「リアリズム・コンプレックス GRAND FINAL 『THE NEXUS』」（そごう横浜店 神奈川）[39]
- 2015年 - 「第9回 アヴニール展」（春風洞画廊 東京）[40]
- 2015年 - 「第4回 白日会デッサン展」（永井画廊 東京）[41]
- 2015年 - 「第40回 白日会選抜展 英英紅綠」（日本橋三越 東京）
- 2016年 - 「第92回 白日会展」（国立新美術館 東京）[42]
- 2016年 - 「第27回 明日の白日会展」（日本橋高島屋 東京）[43]
- 2016年 - 「リオンソールネサンス2016」（日本橋三越 東京）
- 2016年 - 「第10回アヴニール展」（春風洞画廊 東京）[44]
- 2016年 - 「現代の具象絵画展 over the top」（阪急うめだ本店 大阪）
- 2016年 - 「第41回 白日会選抜展 英英紅綠」（日本橋三越 東京）
- 2017年 - 「第93回 白日会展」（国立新美術館 東京）[45]
- 2017年 - 「第4回 山の会 ‐中山アカデミー 新しき風‐」（山手画廊 愛知）
- 2017年 - 「リオンソールネサンス2017」（日本橋三越 東京）
- 2017年 - 「第28回 明日の白日会展」（日本橋高島屋 東京）[46]
- 2017年 - 「第11回アヴニール展」（春風洞画廊 東京）[47]
- 2017年 - 「第5回 白日会デッサン展」（春風洞画廊 東京）[48]
- 2017年 - 「アカデミー中山 in 蓼科」（ギャラリーアートもりもと 東京）[49]
- 2017年 - 「第42回 白日会選抜展 英英紅綠」（日本橋三越 東京）[50]
- 2018年 - 「第94回 白日会展」（国立新美術館 東京）
- 2018年 - 「美人画ボーダレス 出版記念展」（みうらじろうギャラリー 東京）[51]
- 2018年 - 「第11回 白涛会展」（あべのハルカス近鉄本店 大阪）
- 2018年 - 「第10回 〜未来を担う作家たち〜 息吹展」（画廊 大千 大阪）
- 2018年 - 「リオンソールネサンス2018」（日本橋三越 東京）
- 2018年 - 「梅田＠幻影技芸団2018」（阪神梅田本店 大坂）[52]
- 2018年 - 「第12回アヴニール展」（春風洞画廊 東京）[53]
- 2018年 - 「第43回 白日会選抜展 英英紅綠」（日本橋三越 東京）
- 2019年 - 「第95回 白日会展」（国立新美術館 東京）
- 2019年 - 「第5回 山の会 ‐中山アカデミー 新しき風‐」（山手画廊 愛知）[54]
- 2019年 - 「第13回アヴニール展」（春風洞画廊 東京）[55]
- 2019年 - 「第44回 白日会選抜展 英英紅綠」（日本橋三越 東京）[15]
- 2020年 - 「第12回 白涛会展」（あべのハルカス近鉄本店 大阪）
- 2020年 - 「美人画ボーダレス2020」（みうらじろうギャラリー 東京）[56]
- 2020年 - 「多摩美出身作家の集い　E.O展」（日本橋三越 東京）[57]
- 2020年 - 「第31回 明日の白日会展」（日本橋高島屋 東京）[58]
- 2020年 - 「三越 特選アートセレクション」（日本橋三越 東京）
- 2020年 - 「第14回アヴニール展」（春風洞画廊 東京）[59]
- 2020年 - 「第45回 白日会選抜展 英英紅綠」（日本橋三越 東京）[60]
- 2021年 - 「第97回 白日会展」（国立新美術館 東京）[61]
- 2021年 - 「朝日チャリティー美術展」（WEB）[62]
- 2021年 - 「第32回 明日の白日会展」（日本橋高島屋 東京）[63]
- 2021年 - 「第15回アヴニール展」（春風洞画廊 東京）[64]
- 2021年 - 「芸術新聞社創業70周年記念展」（丸善丸の内本店 東京）[65]
- 2021年 - 「第46回 白日会選抜展 英英紅綠」（日本橋三越 東京）[66]
- 2022年 - 「第98回 白日会展」（国立新美術館 東京）[67]
- 2022年 - 「第98回 白日会関西展」（あべのハルカス近鉄本店 大阪）[68]
- 2022年 - 「第16回アヴニール展」（春風洞画廊 東京）[69]
- 2022年 - 「第13回 白濤会展」（あべのハルカス近鉄本店 大阪）[68]
- 2022年 - 「第47回 白日会会員選抜展 英英紅綠」（日本橋三越 東京）[70]
- 2023年 - 「第99回 白日会展」（国立新美術館 東京）[71]
- 2023年 - 「第99回 白日会名古屋店」（愛知県美術館ギャラリー 名古屋）
- 2023年 - 「第99回 白日会関西展」（あべのハルカス近鉄本店 大阪）[72]
- 2023年 - 「朝日チャリテー美術展2023」（インターネット会場 朝日新聞厚生文化事業団）[73]
- 2023年 - 「第14回 ～未来を担う作家たち～ 息吹展」（画廊 大千 大阪）[74]
- 2023年 - 「第10回 白日会デッサン展」（永井画廊 東京）[75]
- 2023年 - 「第48回 白日会会員選抜展 英英紅綠」（日本橋三越 東京）[76]
- 2024年 - 「白日会創立百周年記念展」（国立新美術館 東京）[77]
- 2024年 - 「第14回 白濤会展」（あべのハルカス近鉄本店 大阪）[78]
- 2024年 - 「朝日チャリティー美術展2024」（WEB）[79]
- 2024年 - 「bouquet」（日本橋三越 東京）[80]
- 2024年 - 「第15回 ～未来を担う作家たち～ 息吹展」（画廊 大千 大阪）[81]
- 2024年 - 「第18回アヴニール展」（春風洞画廊 東京）[82]
- 2024年 - 「第11回 白日会デッサン展」（永井画廊 東京）[83]
- 2024年 - 「第49回 白日会会員選抜展 英英紅綠」（日本橋三越 東京）[84]
- 2025年 - 「洋画の現在Ⅰ・Ⅱ」（日本橋三越 東京）[85]
- 2025年 - 「第101回 白日会展」（国立新美術館 東京）[86]

## 関連作品

### 画集
- 2018年 - 「今井喬裕画集 Radical Classic」（今井喬裕／芸術新聞社）[87]
- 2021年 - 「今井乔裕画集」（今井喬裕／北京出版集団）
- 2024年 - 「今井喬裕画集 MARGINAL BLACK」（今井喬裕／芸術新聞社）[88]

### 装画
- 2013年 - 「史上最低の女弁護士」（京本喬介／メディアワークス文庫）[89]
- 2018年 - 「奇譚蒐集録―弔い少女の鎮魂歌―」（清水朔／新潮文庫nex）[90]
- 2020年 - 「王妃ベルタの肖像」（西野向日葵／富士見L文庫）[91]
- 2020年 - 「奇譚蒐集録―北の大地のイコンヌㇷ゚―」（清水朔／新潮文庫nex）[92]
- 2020年 - 「王妃ベルタの肖像 2」（西野向日葵／富士見L文庫）[93]
- 2020年 - 「BARRELプライベートボトル Williamson」（ウイスキーメディアBARREL）[94]
- 2020年 - 「BARRELプライベートボトル Mag Mell/Tír na nÓg」（ウイスキーメディアBARREL）[95]
- 2021年 - 「王妃ベルタの肖像 3」（西野向日葵／富士見L文庫）[96]
- 2022年 - 「BARRELプライベートボトル Mag Mell/Ardmore」（ウイスキーメディアBARREL）[97]
- 2022年 - 「夜雲影」（畑中葉子/ビクターエンタテインメント）[98]
- 2023年 - 「奇譚蒐集録―鉄環の娘と来訪神―」（清水朔／新潮文庫nex）[99]
- 2023年 - 「BARRELプライベートボトル Mag Mell/Auchroisk」（ウイスキーメディアBARREL）[100]
- 2024年 - 「BARRELプライベートボトル Mag Mell/Tulibardine」（ウイスキーメディアBARREL）[101]
- 2024年 - 「【合本版】王妃ベルタの肖像」（西野向日葵／富士見L文庫）[102]
- 2024年 - 「BARRELプライベートボトル Mag Mell/Glenlossie」（ウイスキーメディアBARREL）[103]
- 2024年 - 「BARRELプライベートボトル Mag Mell/SECRET SPEYSIDE」（ウイスキーメディアBARREL）[104]

### コンピレーション絵画集
- 2013年 - 「写実絵画のすごい世界II」（実業之日本社）　図版数点収録　[105]
- 2016年 - 「pixivイラストレーター年鑑 2016」（KADOKAWA／エンターブレイン）　図版数点収録　[106]
- 2017年 - 「pixivイラストレーター年鑑 2017」（KADOKAWA）　図版数点収録　[107]
- 2017年 - 「美人画ボーダーレス」（芸術新聞社）　図版数点収録　[108]
- 2018年 - 「写実絵画の麗しき女性像（タツミムック）」（辰巳出版）　図版数点収録　[109]